# Guatteria ucayalina
Guatteria ucayalina é uma espécie de planta do gênero Guatteria.  

## Taxonomia
A espécie foi descrita em 1906 por Jacques Huber. 